# Mordy Miasto
Mordy Miasto – przystanek kolejowy w Mordach, w województwie mazowieckim, w Polsce.

## Ruch pasażerski
| Rok  | Wymiana pasażerska na dobę |
| ---- | -------------------------- |
| 2017 | 10-19                      |
| 2022 | 20-49                      |

## Połączenia
Stacje końcowe połączeń bezpośrednich:
- Czeremcha
- Hajnówka
- Siedlce